# Protorthodes latens
Protorthodes latens là một loài bướm đêm trong họ Noctuidae.